# Mormolyca gracilipes
Mormolyca gracilipes là một loài thực vật có hoa trong họ Lan. Loài này được (Schltr.) Garay & Wirth mô tả khoa học đầu tiên năm 1959.